# Pakistan-U.S. standoff 15. september 2008
Pakistan-U.S. standoff 15. september 2008 indtraf da pakistanske styrker den 15. september 2008 skød op i luften for at afholde amerikanske styrker fra at trænge ind på Pakistans territorium. Det skete på den afghanske side af grænsen nær Angoor Ada, omkring 30 kilometer fra Wana, Syd Waziristans største by i de Føderalt Administrerede Stammeområder i Pakistan.
Kun en gang er amerikanske tropper trængt ind på pakistansk territorium, nemlig under Angoor Ada-raidet den 3. september 2008, og den begivenhed førte til megen vrede og protester i Pakistan.
Siden slutningen af august, har amerikanerne iværksat mindst fem missilangreb mod formodede Taleban mål
, dræbende mindst 49 mennesker, heraf omkring 28 civile.
Disse angreb er også blevet mødt med heftig kritik fra Pakistan, som fastholder at dette ikke er den bedste måde at bekæmpe terror på, og at det uundgåeligt vil føre til at stammefolkene langs nordvestgrænsen forener sig med Taleban.
Ifølge en pakistansk såkaldt senior regerings-repræsentant plejede Pakistan at samarbejde med USA hvad angår missilangreb, men situationen er nu ændret efter at USA har anvendt tropper på Pakistans territorium.

Syv amerikanske Apache-helikoptere og to troppe-transporterende Chinook helikoptere landede på den afghanske side af grænsen i hvad som er Afghanistans Paktita provins, og de amerikanske tropper forsøgte dernæst at krydse grænsen. Ved en grænseovergang skød pakistanske paramilitære styrker op i luften, og denne skydning fortsatte i flere timer, hvorefter amerikanerne opgav deres forehavende. De lokale folk evakuerede deres hjem og indtog forsvarspositioner i bjergene, efter at have anbragt deres kvinder og børn på et sikkert sted. 